# رزویل (جورجیا)
رزویل، جورجیا (به انگلیسی: Rossville, Georgia) یک شهر در ایالات متحده آمریکا با جمعیت ۴٬۱۰۵ نفر است که در شهرستان واکر واقع شده‌است.